# Sport Clube Camaçariense
Le Sport Clube Camaçariense est un club brésilien de football basé à Camaçari dans l'État de Bahia.